# Messius Phoebus Severus
Flavius Messius Phoebus Severus (* in Rom; † vor 490 n. Chr. in Alexandria) war ein römischer Senator und Patricius.
Severus stammte aus Rom und war Heide. Er hatte wohl längere Zeit in Alexandria gelebt und sich dort mit Philosophie beschäftigt. Zwischen 467 und 469 folgte er Anthemius in der Hoffnung, unter dem neuen Kaiser werde das Reich wieder zu seiner früheren Größe gelangen, nach Rom (und damit ins Weströmische Reich). In Rom bekleidete er im Jahr 470 das Konsulat. Zu einer nicht genau bestimmbaren Zeit während Anthemius’ Regierungszeit, aber wohl nach dem Konsulat, war er außerdem Stadtpräfekt von Rom. In dieser Position restaurierte Severus auch einen Teil des Kolosseums, wie aus einer dort gefundenen Bau- und Ehreninschrift hervorgeht. Außerdem ernannte Anthemius ihn zum Patricius. Nach dem Sturz des Anthemius 472 kehrte Severus verbittert nach Alexandria zurück, wo er vor 490 starb.